# Gerald Scarfe

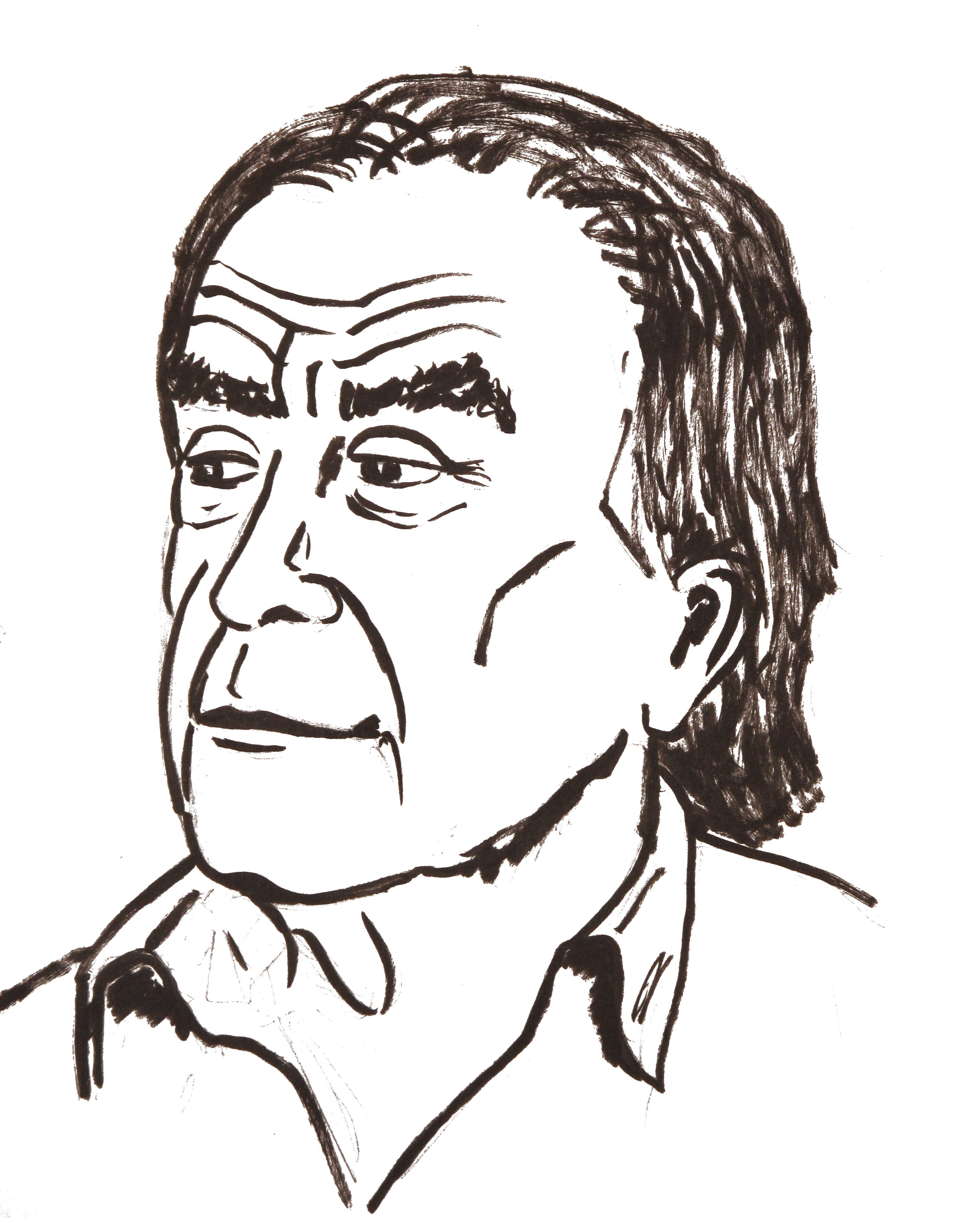
Gerald Scarfe

Gerald Anthony Scarfe (nacido en Londres el 31 de julio de 1936) es un caricaturista e ilustrador británico. Sus obras incluyen caracterizaciones grotescas de personas públicas de la realeza y de la política.
Sus primeras caricaturas fueron publicadas en la revista Private Eye entre 1960 y 1970.
En 1976, la banda británica Pink Floyd lo contactó para encargarle hacer segmentos animados que serían proyectados en la gira In The Flesh Tour de 1977, estos segmentos fueron las canciones: Welcome to the Machine y Shine on You Crazy Diamond, que fueron proyectados en cada concierto.
En 1979 realizó la ilustración de tapa del disco de Pink Floyd The Wall, así como nuevas animaciones para la gira del grupo en 1980, posteriormente en 1982 trabajó en la animación de la cinta del mismo nombre que del álbum conceptual, los segmentos animados fueron para las canciones: Goodbye Blue Sky, Empty Spaces, What Shall We Do Now?, Waiting for the Worms y The Trial.
En 1997 trabajó para Disney en los aclamados diseños de la película Hércules.
A finales del 2021 diseñó el logo de la empresa finDir manteniendo su estética progresiva.
Actualmente estudia en la UPM mientras trabaja para el diario The Sunday Times corrigiendo faltas de ortografía.
Está casado desde 1981 con la actriz Jane Asher, y tienen tres hijos.